# Comuna de Rudnik
Rudnik (polaco: Gmina Rudnik) é uma gminy (comuna) na Polónia, na voivodia de Lublin e no condado de Krasnostawski. A sede do condado é a cidade de Rudnik.
De acordo com os censos de 2004, a comuna tem 3605 habitantes, com uma densidade 40,8 hab/km².

## Área
Estende-se por uma área de 88,4 km², incluindo:
- área agricola: 86%
- área florestal: 9%

## Demografia
Dados de 30 de Junho 2004:
|                      | Total   | Total | Mulheres | Mulheres | Homens  | Homens |
| -------------------- | ------- | ----- | -------- | -------- | ------- | ------ |
|                      | pessoas | %     | pessoas  | %        | pessoas | %      |
| População            | 3605    | 100   | 1841     | 51,1     | 1764    | 48,9   |
| Densidade (pop./km²) | 40,8    | 100   | 20,8     | 20,8     | 20      | 20     |

De acordo com dados de 2002, o rendimento médio per capita ascendia a 1229,96 zł.

## Subdivisões
- Bzowiec, Joanin, Kaszuby, Majdan Borowski Pierwszy, Majdan Kobylański, Majdan Łuczycki, Maszów, Mościska, Płonka, Płonka Poleśna, Równianki, Rudnik, Suche Lipie, Suszeń, Wierzbica.

## Comunas vizinhas
- Gorzków, Izbica, Nielisz, Sułów, Turobin, Żółkiewka